# Plukenetia africana
Plukenetia africana är en törelväxtart som beskrevs av Otto Wilhelm Sonder. Plukenetia africana ingår i släktet Plukenetia och familjen törelväxter. Inga underarter finns listade i Catalogue of Life.